# 리비아의 국기

비율 1:2

리비아의 국기는 1951년부터 1969년까지 리비아 왕국이었을 당시 사용한 국기로, 무아마르 카다피 정부가 몰락하면서 등장한 리비아 자유 정부가 2011년 2월 27일 다시 채택하였다. 현재 리비아 공화국의 국기는 리비아가  영국의 신탁통치(제2차 세계 대전 후)로부터 독립한 이후 채택된 적, 흑, 녹 삼색기에 흰색 초승달과 별이 있는 국기이다. 적색은 이탈리아 파시스트 통치하에 죽은 리비아 사람들의 피를 나타내며, 검은 바탕에 하얀 초승달은 키레나이카의  에미리트의 국기에서 따왔다. 초승달과 별은 이슬람교를 상징하며, 녹색은 독립, 자유와 리비아 사람들을 위한 새로운 시작의 시대를 나타낸다.
1969년 무아마르 카다피가 쿠데타를 일으키고 이 기를 폐지하였는데, 원래는 이집트, 시리아와 연합해 이집트의 국기와 비슷한 국기를 사용하였으나 1977년 이집트의 안와르 사다트 대통령이 이스라엘과의 평화 협정을 맺은 것에 반발하여 아랍 공화국 연방에서 탈퇴하면서 녹색 단색으로 바꾸었다. 녹색 단색 국기는 2011년까지 사용되었으며, 오직 한가지 색으로 된 국기로서 세계에서 유일하게 존재하였다. 2011년까지 사용된 녹색 단색 국기의 의미는 녹색은 이슬람교를 상징하는 색이므로 리비아가 이슬람 국가란 뜻이었다. 혁명 당시 옛 국기를 가진 이들 사이에서 녹색의 바탕에 빨강과 검정을 덧칠하고 초승달과 별을 그려내기도 하였다. 

## 규격과 색상
리비아의 국기 규격과 색상은 다음과 같다.

리비아의 국기 규격

| 색상 | 빨강               | 검정            | 초록                | 하양                  |
| ---- | ------------------ | --------------- | ------------------- | --------------------- |
| RGB  | 231–0–19 (#E70013) | 0–0–0 (#000000) | 35–158–70 (#239E46) | 255–255–255 (#FFFFFF) |

## 그 외의 깃발

해군기

## 역대 리비아의 국기

기원전 600년 ~ 기원후 1899년 (카넴-보르누 제국의 국기)
1864년 ~ 1918년 (오스만 제국 점령 당시의 기)
1918년 ~ 1923년 (트리폴리타니아 공화국의 국기)
1943년 ~ 1951년 (프랑스령 페잔-가다메스의 기)
1949년 ~ 1951년 (키레나이카 토후국의 국기)
1951년 ~ 1969년
1969년 ~ 1972년
1972년 ~ 1977년 (이집트가 1972년부터 1984년 사이 사용한 국기이기도 함)
1977년 ~ 2011년 (리비아 아랍 자마히리야의 국기)
1977년 ~ 2011년까지 사용된 해군기

## 같이 보기
- 리비아의 국가